# Katullus
Katullus, Gaius Valerius Catullus (ur. 87 – 82 p.n.e., zm. nie wcześniej niż w 54 p.n.e. i nie później niż w 32 p.n.e.) – rzymski poeta pochodzący z Werony, należący do grupy neoteryków; jedyny ich przedstawiciel, którego utwory zachowały się liczniej.

## Życiorys

### Problem datowania narodzin i śmierci

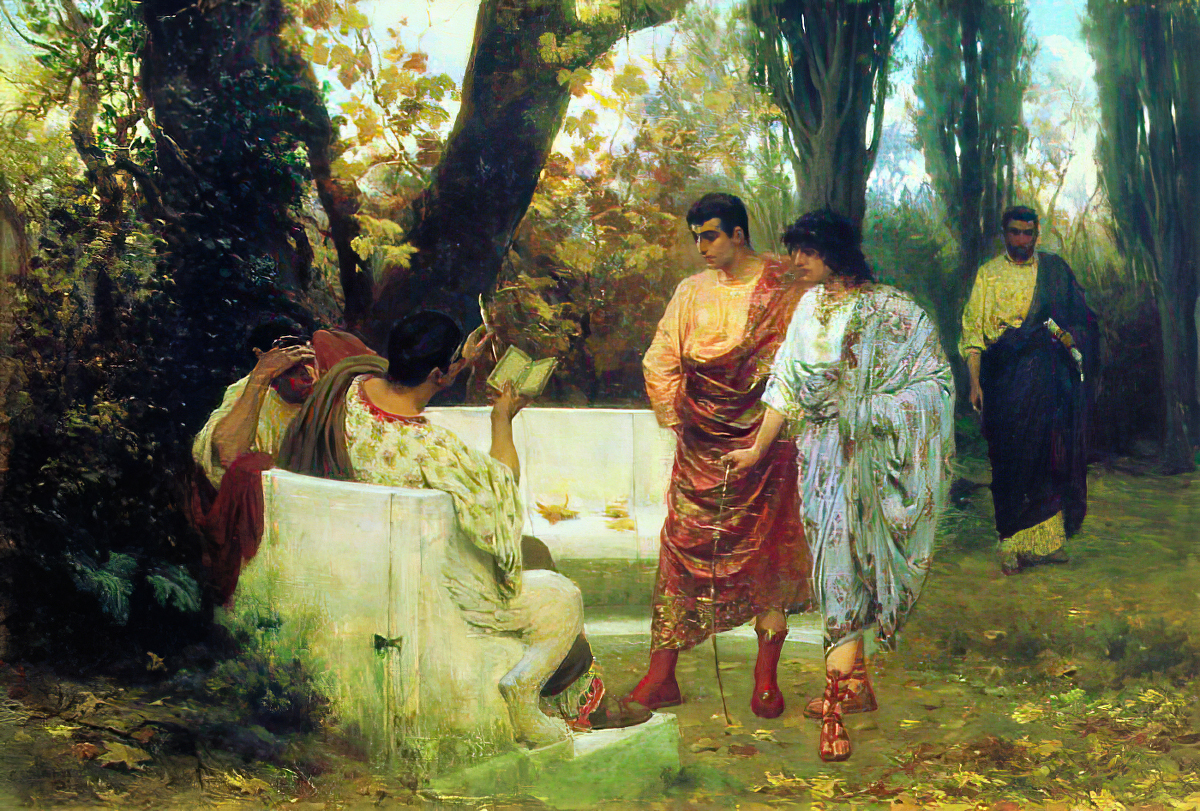
Katullus czytający swe poezje przyjaciołom (mal. Stefan Bakałowicz, 1885)

Narodziny i śmierć poety datuje się różnie. Św. Hieronim przekazuje informację, że Katullus zmarł w 57 p.n.e. w wieku 30 lat. Niestety, data śmierci tu podana jest na pewno błędna, gdyż w utworach Katullusa znajdują się np. aluzje do drugiego konsulatu Pompejusza oraz portyku Pompejusza, budowli oddanej podczas tegoż konsulatu, w r. 55 p.n.e. Kłopot w tym, że skoro podana przez św. Hieronima data śmierci jest błędna, to znaczy, iż któraś z pozostałych dwóch liczb – tj. wynikająca stąd data narodzin poety lub wiek, w jakim zmarł – też jest nieprawidłowa; nie wiadomo tylko, która.
Na ogół przyjmuje się, że Hieronim musiał pomylić konsulów roku 87 p.n.e. (Lucjusza Korneliusza Cynnę i Gnejusza Oktawiusza) z jakąś inną parą konsulów; najczęściej wymienia się tu parę Lucjusz Korneliusz Cynna / Gnejusz Papiriusz Karbo (84 p.n.e.) lub Gajusz Mariusz / Gnejusz Papiriusz Karbo (82 p.n.e.). Według tych hipotez Katullus zmarł w wieku 30 lat w roku 54 lub 52 p.n.e.
Na podstawie analizy twórczości niektórzy uczeni sądzą, iż poeta żył jeszcze w roku 47 p.n.e. W każdym razie Korneliusz Nepos w napisanym w 32 r. p.n.e. Żywocie Attyka wymienia Katullusa i Lukrecjusza jako zmarłych.

## Twórczość

### Cechy ogólne
Twórczość Katullusa była wysoko ceniona w okresie od I w. p.n.e. do II w. n.e. Potem, w miarę upadku kultury starożytnej, poeta popadał w zapomnienie.

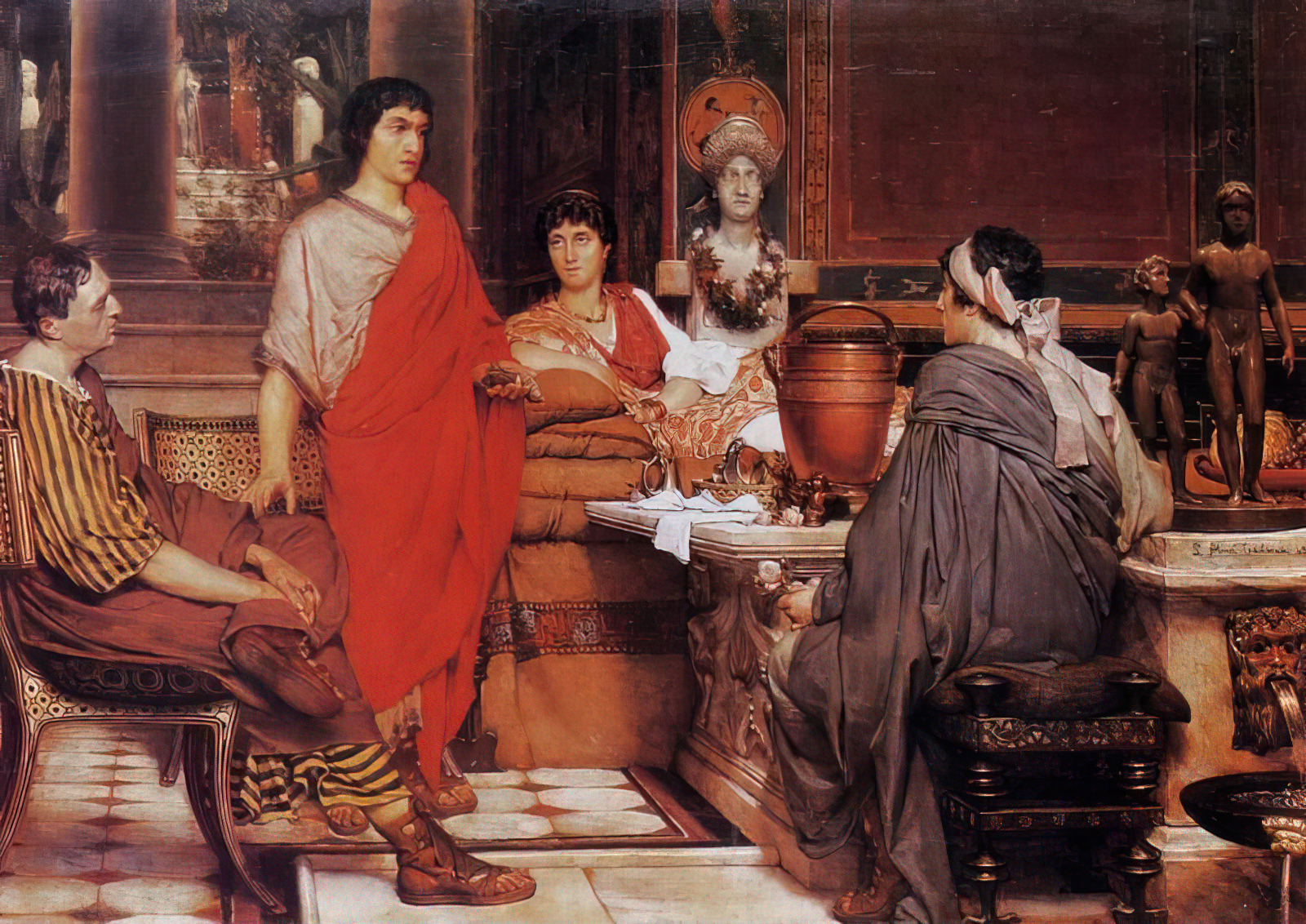
Katullus u Lesbii (mal. Lawrence Alma-Tadema, 1865)

Zachowany dotychczas zbiór zawiera sto kilkanaście (ok. 116) drobnych utworów, o objętości od 2 do 408 wersów. Tematyka jest mieszana i waha się od zjadliwej inwektywy politycznej, poprzez mniej lub bardziej obsceniczne fraszki aż do wyrafinowanych erotyków i ckliwych obrazków z życia zakochanych. Obsceniczne słownictwo niektórych wierszy było powodem, iż do niedawna pomijano je w tłumaczeniach lub znacznie łagodzono.
Oddzielny rodzaj stanowią epitalamia (czyli pieśni weselne) oraz tzw. epylia, czyli dłuższe, obejmujące do kilkuset wersów utwory na tematy mitologiczne (Attis, Wesele Peleusa i Tetydy, przekład wiersza Kallimacha pt. Warkocz Bereniki itd.).

### Polimetria
Zbiór wierszy Katullusa cechuje polimetria, tj. zawiera on utwory skomponowane w różnych miarach wierszowych. Z tego najliczniej reprezentowane są: dystych elegijny oraz jedenastozgłoskowiec falecejski. Poza tym Katullus pisał również priapejem, cholijambem, trymetrem jambicznym (zwykłym i czystym), tetrametrem jambicznym, asklepiadejem większym, strofą saficką, strofą eolską i heksametrem daktylicznym.
Katullusowi należy też zawdzięczać jedyny zachowany w całości utwór (nr 63) napisany galijambem (z twórczości innych poetów używających galijambu istnieją tylko paruwersowe resztki), a także jedyny znany wiersz (nr 55) skomponowany w izochronicznej postaci jedenastozgłoskowca falecejskiego.

### Problematyka stanu zachowania

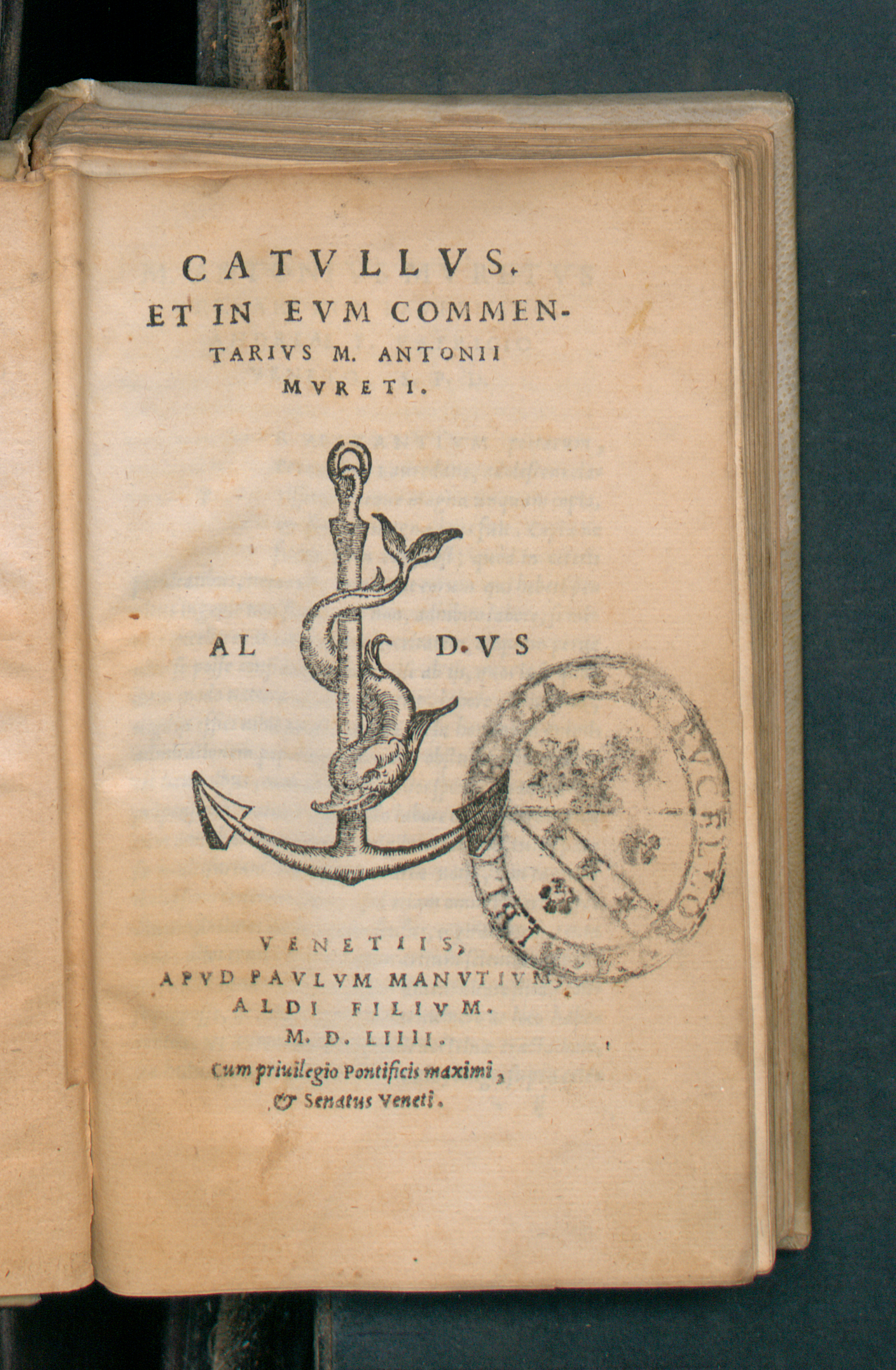
Carmina (Pieśni), wydanie z 1554 r.

W XII wieku istniała na świecie już tylko jedna kopia wierszy Katullusa (tak zwany codex Veronensis oznaczany w siglach literą V, dziś zaginiony), pochodzą od niej wszystkie znane dziś rękopisy, jakie powstały w wieku XIV i później. 
Zbiór przekazany został przez rękopisy w postaci jednej księgi i pod wspólnym tytułem Catulli Veronensis liber. Utworów jest, jak wspomniano, "około 116", gdyż numeracja ich nie jest ciągła. Z jednej strony wykazuje luki (np. po utw. 17 następuje utw. nr 21), z drugiej strony na skutek badań filologicznych wykazano lub usiłuje się wykazać, że niektóre utwory, które uważano poprzednio za całość, stanowią w istocie dwa oddzielne wiersze (np. utw. 58 i 58b), lub odwrotnie. W rezultacie liczba wierszy jest różna w różnych wydaniach i waha się w zakresie od 114 do 116.
Na przełomie XIX i XX wieku zauważono, że łączna objętość zbioru wynosząca około 2300 wersów, znacznie przekracza pojemność przeciętnego zwoju papirusowego (za "przeciętny" uważa się zwój o objętości jednej księgi Eneidy, czyli 700-900 wersów; ale z objętości ksiąg Lukrecjusza wiadomo, że istniały woluminy mogące pomieścić do 1500 wersów). Obserwacja ta doprowadziła do postawienia tezy, że to, co średniowieczne rękopisy tytułują Catulli Veronensis liber, stanowi w rzeczywistości zawartość co najmniej dwóch, a zapewne trzech (o ile nie czterech) woluminów przepisanych do kodeksu jednym ciągiem:
- wolumin I zawierający utw. 1-60 nosił przypuszczalnie tytuł Iambi lub Passer (łac. wróbel, od incypitu pierwszego utworu Passer deliciae meae puellae...)
- wolumin II, zawierający utw. 61-64, o nieznanym tytule.
- wolumin III z utworami 65-116 był zapewne zatytułowany Elegiae, Epigrammata lub Disticha.

Dodatkowym, oprócz samej objętości, argumentem za podziałem na takie części jest ich zróżnicowanie kompozycyjne:
- część pierwsza to drobne utwory skomponowane w różnych miarach wierszowych i o mieszanej tematyce
- część druga – dłuższe utwory zróżnicowane metrycznie, ale ze wspólnym motywem, jakim jest permanentny związek kobiety i mężczyzny
- część trzecia – różnej długości utwory na zróżnicowane tematy, wszystkie pisane w jednym metrum (dystychem elegijnym).

Pozostają sporne szczegóły podziału, zwłaszcza kwestia, gdzie dokładnie przebiega granica między częścią drugą a trzecią.
Nie jest pewne, czy woluminy te stanowiły trzy części swoistej antologii utworów poety, czy może trzy książki wydane niezależnie od siebie. 
Graniczące z pewnością przypuszczenie sugeruje, że w starożytności istniał co najmniej jeszcze jeden wolumin innych utworów Katullusa napisanych wierszem priapejskim, lecz nie zachował się. Dedykację tego woluminu wraz z wymienionym nazwiskiem autora cytuje Terentianus Maurus.

## Polskie przekłady
Najwcześniejszych wydanych przekładów utworów Katullusa dokonali Szymon Baranowski (1895) i Jan Czubek (1898), w okresie powojennym publikowali je Mieczysław Brożek i Anna Świderkówna. W 1990 opublikowano w miniaturowej edycji bibliofilskiej zbiór poezji w przekładzie Jacka Wójcickiego. Pierwsze kompletne wydanie poezji Katullusa w języku polskim, w przekładzie Grzegorza Franczaka i Aleksandry Klęczar, ukazało się w tomie Poezje wszystkie w 2013 nakładem Wydawnictwa Benedyktynów Tyniec i otrzymało nominację do Nagrody Literackiej Gdynia 2014 w kategorii przekład na język polski.